# Hydriastele wendlandiana
Hydriastele wendlandiana là loài thực vật có hoa thuộc họ Arecaceae. Loài này được (F.Muell.) H.Wendl. & Drude mô tả khoa học đầu tiên năm 1875.